# اورگانی
اورگانی (به لاتین: Urgani) یک منطقهٔ مسکونی در روسیه است که در شهرستان آگولسکی واقع شده‌است.